# 美以美會
美以美会（英語：Methodist Episcopal Church，1784年－1939年），即美國衛理公會，是从1784年到1939年之间的一个基督教卫理公會的教派，从1784年到1844年是在美国的卫理公会所使用的宗派名称，南北分裂后到1939年，是在美国北方的卫理公会所使用的宗派名称。该会属于基督新教的一个较大的宗派——卫理宗。

## 在美国本土
1784年12月24日，美國卫理公会在马里兰州巴爾的摩成立。法蘭西斯·亞斯理（Francis Asbury）為首任會督。
以后经过数次分裂，形成美以美会、监理会、美普会、循理会和聖教会等。
其中最重要的一次分裂，就是1844年美國南北卫理公会因为黑奴问题大分裂，在美国南方的稱监理会（Methodist Episcopal Church South），在美国北方的则稱美以美会。
1936年时，美以美会的总部在纽约第五大道150号。
———————————————
1939年成立的是 the Methodist Church 衛理公會。
1939年5月10日，美以美会、监理会和美普会（The Methodist Protestant Church）重新聯合，稱為卫理公会（The Methodist Church）。
———————————————
1939年4月26日的聯合年議會，三個主要衛理宗教會聯合組成衛理公會 the Methodist Church，同年在華美以美會及監理會教會，也合一改稱衛理公會。

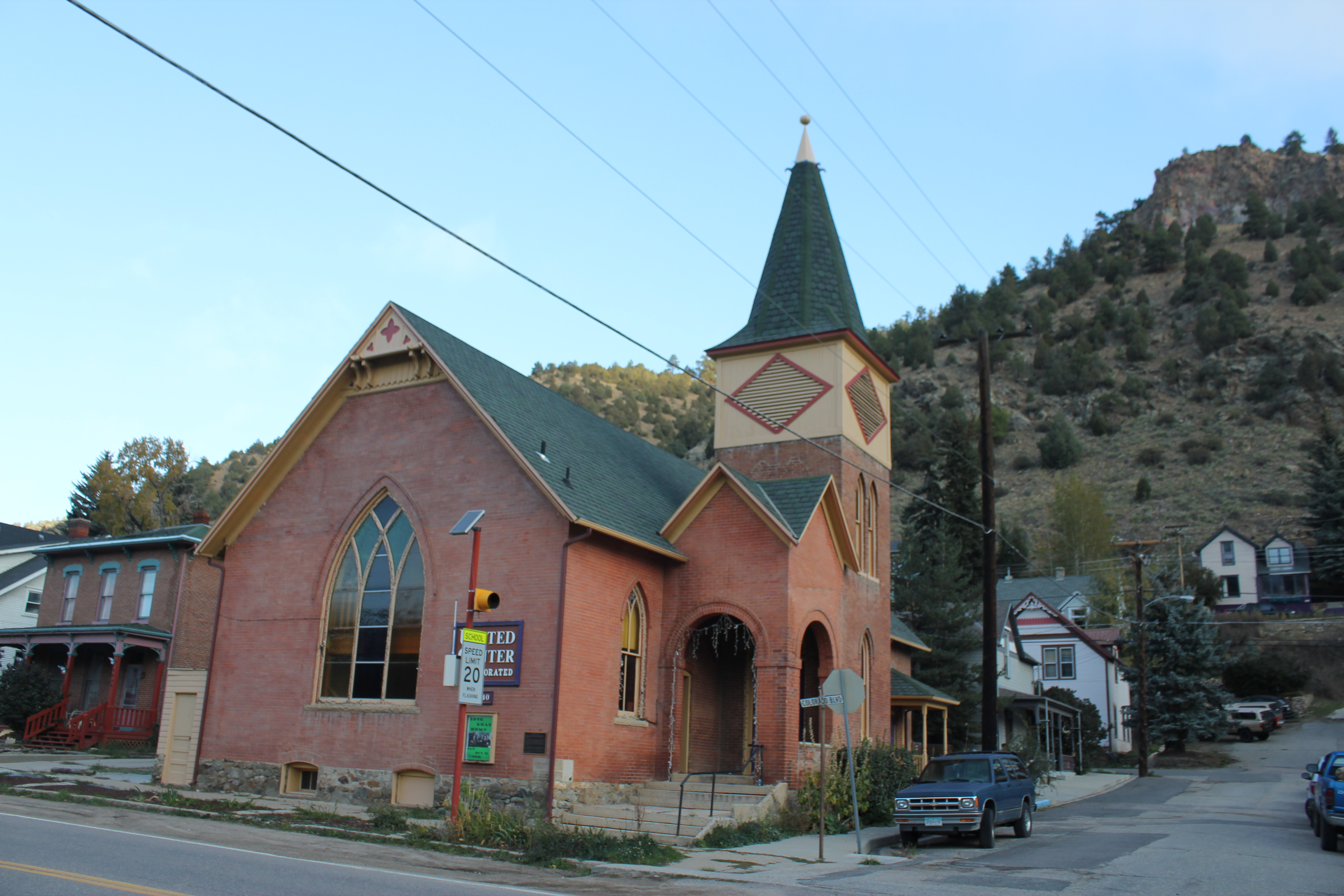
美國科羅拉多州愛達荷泉市的一座美以美會教堂

on April 26, 1939, the Uniting Conference began in Kansas City, Missouri, to bring together the Methodist Episcopal Church, the Methodist Episcopal Church, South, and the Methodist Protestant Church to form the Methodist Church.
https://www.umc.org/en/content/the-roots-of-the-united-methodist-family-tree-digging-deeper （页面存档备份，存于）
1968年四月年議會，進一步合一，改稱 The United Methodist Church 聯合衛理公會。
in April 1968 in Dallas, Texas, the Uniting Conference brought together this family of churches that shares so much history. The Evangelical United Brethren Church and the Methodist Church joined to form The United Methodist Church. The merger dissolved the Central Jurisdiction and all congregations were grouped geographically.
https://www.umc.org/en/content/the-roots-of-the-united-methodist-family-tree-digging-deeper （页面存档备份，存于）